# (38065) 1999 FK19
1999 FK19 (asteroide 38065) é um asteroide da cintura principal. Possui uma excentricidade de 0.05565980 e uma inclinação de 2.63280º.
Este asteroide foi descoberto no dia 22 de março de 1999 por LONEOS em Anderson Mesa.